# 新納是久
新納 是久（にいろ これひさ）は、室町時代後期の武将。島津氏の家臣。

## 略歴
新納氏4代当主・新納忠治の三男（一説に次男）として誕生。
長禄2年（1458年）、兄・忠続が島津宗家の命で日向国の日向伊東氏に備えるため飫肥に移されると、本拠の志布志を任される。文明6年（1474年）、伊作家の島津久逸が島津宗家の命で櫛間へ入城すると、結びつきを強めるために久逸の嫡子・善久を養子に迎え、娘の常盤の婿に迎えた。
しかし文明16年（1484年）、久逸と忠続が所領替えをめぐり対立すると是久は久逸側に属し、翌文明17年（1485年）に兄・忠続を救援に来た島津宗家11代当主・島津忠昌の軍に敗れ戦死した。